# Molí del Vilaró
Molí del Vilaró és un molí del municipi de Puig-reig (Berguedà) inclòs en l'Inventari del Patrimoni Arquitectònic de Catalunya.

## Descripció
És una construcció que reprodueix el model d'una masia adaptada a les funcions pròpies. La planta és rectangular i coberta a dues vessants, amb el carener paral·lel a la façana de migdia on hi ha la major part de les obertures així com la porta d'accés. Aquesta construcció del segle xviii fou adossada al vell casal construït al segle xvii al peu mateix de la riera de Merlès, casal que acull les moles, el rodet i cacau. La bassa i el rec estaven tapats per la brossa i la vegetació, ja que el molí deixà de funcionar després de la Guerra Civil.

## Història
És documentat des de la Baixa Edat Mitjana, quan el monestir de Ripoll concedí a la família Gamissans (aleshores propietaris de les masies de la Lladernosa i de la Serreta -anomenada fins al segle xviii la Serra de Tremesaigües-) la facultat de construir cinc molins fariners entre el Llobregat i la riera de Merlès, a la zona de l'aiguabarreig entre ambdós rius. Al segle xvii i XVIII el molí es va reformar totalment i va mantenir la seva activitat fins a l'any 1942. Al segle xviii es va construir un pont de pedra per travessar la riera i facilitar l'accés al molí fariner.